# Сара Поллі
Сара Поллі (англ. Sarah Polle; нар. 8 січня 1979, Торонто, Канада) — канадська акторка, співачка, режисерка та сценаристка. Дитина-акторка, феміністка, автобіографка. Знялася у фільмах Пригоди барона Мюнхгаузена (1988), Екзотика (1994), Моє життя без мене (2003), Світанок мерців (2004), Химера (2009), Пан Ніхто (2009).
Режисерський дебют Сари Далеко від неї (2006) приніс їй нагороду за найкраще досягнення в режисурі, вона була номінована і на премію Американської кіноакадемії за найкращий адаптований сценарій.

## Фільмографія

### Кінофільми
| Рік  | Назва                                                             | Роль                     | Примітки         |
| ---- | ----------------------------------------------------------------- | ------------------------ | ---------------- |
| 1985 | Одне магічне Різдво                                               | Моллі Монаган            |                  |
| 1986 | Конфіденційно (англ. Confidential)                                | Емма                     |                  |
| 1987 | Завтрашній вбивця                                                 | Карла                    |                  |
| 1987 | Велике місто                                                      | Крісті Дональдсон        |                  |
| 1987 | Блакитна мавпа                                                    | Еллен                    |                  |
| 1988 | Пригоди барона Мюнхгаузена (англ. Adventures of Baron Munchausen) | Саллі Солт               |                  |
| 1989 | Слоненятко Бабар                                                  | Young Celeste (voice)    |                  |
| 1994 | Екзотика                                                          | Трейсі Браун             |                  |
| 1996 | Джо так пасує Жозефіні                                            | Жозефіна                 |                  |
| 1996 | Спочатку діти! (англ. Children First!)                            |                          |                  |
| 1997 | Славне майбутнє                                                   | Ніколь Барнел            |                  |
| 1997 | Висячий сад                                                       | Тін Роземарі             |                  |
| 1997 | Планета Джуніор Браун                                             | Butter                   |                  |
| 1998 | Джеррі і Том                                                      | Деб                      |                  |
| 1998 | Остання ніч                                                       | Вілер «Дженні» Дженніфер |                  |
| 1999 | Гвіневер                                                          | Гарпер Слоан             |                  |
| 1999 | Екзистенція                                                       | Мерл                     |                  |
| 1999 | Йди                                                               | Ронна Мартін             |                  |
| 1999 | Життя перед цим                                                   | Конні                    |                  |
| 2000 | Це має бути добре (англ. This Might Be Good)                      |                          | короткометражний |
| 2000 | Ціна води                                                         | Марен Гонтведт           |                  |
| 2000 | Любов спустилася                                                  | сестра Сари              |                  |
| 2000 | Закон загородження                                                | Беатріс                  |                  |
| 2000 | Золотий пил                                                       | Гоуп Барн                |                  |
| 2001 | Зовсім немає                                                      | Беатріс                  |                  |
| 2003 | Подія                                                             | Дана Шапіро              |                  |
| 2003 | Моє життя без мене                                                | Ann                      |                  |
| 2003 | Квест Дермота (англ. Dermott's Quest)                             | Гвен                     | короткометражний |
| 2003 | Успіх (англ. Luck)                                                | Маргарет                 |                  |
| 2004 | Світанок мерців                                                   | Ana Clark                |                  |
| 2004 | Усередині моєї пам'яті                                            | Клер                     |                  |
| 2004 | Солоденька                                                        | вагітна дівчина          |                  |
| 2004 | Брати і сестри (англ. Siblings)                                   | Таббі                    |                  |
| 2005 | Проходьте без стуку                                               | Скай                     |                  |
| 2005 | Таємне життя слів                                                 | Ганна                    |                  |
| 2005 | Беовульф і Грендель                                               | Сельма                   |                  |
| 2009 | Пан Ніхто                                                         | Еліза                    |                  |
| 2009 | Химера                                                            | Ельза Каст               |                  |
| 2010 | Тригер                                                            | Гілларі                  |                  |

### Телебачення
| Рік     | Назва                                                           | Роль               | Примітки                                  |
| ------- | --------------------------------------------------------------- | ------------------ | ----------------------------------------- |
| 1985    | Нічна спека                                                     | Сідлі Кейтін       | «Гра»                                     |
| 1987    | Другий екран                                                    |                    | «Пекло на Землі» (англ. Heaven on Earth)  |
| 1987    | Руки незнайомця (англ. Hands of a Stranger)                     | Сьюзі Герн         | телефільм                                 |
| 1987    | П'ятниця, 13-е                                                  | Мері               | «Спадок» (англ. The Inheritance)          |
| 1988–89 | Рамона                                                          | Рамона Квімбі      | головна роль                              |
| 1989    | Ліхтарний пагорб                                                | Джуді Тарнер       | телефільм                                 |
| 1990–96 | Дорога до Авеньйоли                                             | Сара Стенлі        | головна роль                              |
| 1991    | Джоанині подарунки до Різдва (англ. Johann's Gift to Christmas) | Ангел              | короткометражний телефільм                |
| 1993    | Прихована кімната                                               | Еліс               | «Небезпечні сни» (англ. Dangerous Dreams) |
| 1994    | Погляньте ще раз (англ. Take Another Look)                      | Емі                | телефільм                                 |
| 1996    | Вперед                                                          | Лілі               | головна роль                              |
| 1998    | Праведна брехня (англ. White Lies)                              | Кейтрін Капман     | телефільм                                 |
| 1999    | Зроблено в Канаді                                               | Ронда              | «Це — наука» ("It's a Science")           |
| 2006    | Стропи і стріли                                                 | Софі               | повторювана роль                          |
| 2008    | Джон Адамс                                                      | Ебігейл Адамс Сміт | телевізійний мінісеріал                   |

### Власні роботи
| Рік  | Назва                                                     | Примітки                               |
| ---- | --------------------------------------------------------- | -------------------------------------- |
| 1999 | Двічі не думай (англ. Don't Think Twice)                  | співпродюсерка, сценаристка, режисерка |
| 1999 | Найкращий день мого життя (англ. The Best Day of My Life) | сценаристка, режисерка                 |
| 2001 | Я фільмую кохання                                         | сценаристка, режисерка                 |
| 2002 | Все, що я хочу до Різдва (англ. All I Want for Christmas) | режисерка                              |
| 2004 | Історії Шілдс                                             | «The Harp»; сценаристка, режисерка     |
| 2006 | Далеко від неї                                            | сценаристка, режисерка                 |
| 2011 | Любить / не любить                                        | продюсерка, сценаристка, режисерка     |
| 2012 | Історії, які ми розповідаємо                              | сценаристка, режисерка                 |
| 2016 | Кращий чоловік                                            | виконавча продюсерка                   |
| 2017 | Вона ж Грейс                                              | сценаристка, режисерка                 |
| 2022 | Говорять жінки                                            | сценаристка, режисерка                 |